# 360安全卫士
360安全卫士是奇虎360推出的一款Windows、Linux及Mac OS操作系统下的電腦安全辅助软件。功能主要有电脑体检、木马查杀、系统修复、清理垃圾、优化加速、软件管家等。
奇虎360產品在眾多事件上存有爭議及軼聞事件。

## 历史与发展

### 发布初期
卡巴斯基杀毒软件曾与奇虎360进行合作，通过奇虎360赠送半年免费杀毒服务。目前卡巴斯基已停止通过360安全卫士赠送杀毒服务，但仍可通过该软件购买卡巴斯基杀毒服务。继卡巴斯基后360安全卫士又与NOD32合作推出赠送NOD32半年免费杀毒服务。360安全卫士在中国大陆地区的知名度非常高，拥有庞大的用户量，目前的用户数已经超过4.2亿。

### 2008年
- 2008年2月25日，奇虎360公司宣布360安全卫士将永久对用户免费。[9]

### 2014年
- 2014年2月25日，奇虎360公司发布360 Total Security（360安全卫士国际版）。[10]

### 2015年
- 2015年2月28日，微软中国宣布与奇虎360合作，为中国Windows 7及以上系统的用户免费提供Windows 10的系统更新[11]。

### 2018年
- 2018年5月29日，360安全卫士利用EOS的漏洞以及强势的公關技巧，成功进军区块链安全领域。當天早上，360 安全卫士团队发布了《360 发现区块链史诗级漏洞 可完全控制虚拟货币交易》[12]，此新闻一出EOS价格暴跌7%。当晚，周鸿祎在直播宣布了360的企业级区块链安全解决方案，随后利用EOS团队的公开致谢为自己宣传，在区块链社区中取得了不错的影响力。

### 2022年
2022年7月20日，360安全衛士推出「360安全衛士極速版」，主打「永久免费、无弹窗广告」。此為應對7月18日江苏省消保委點名批評360安全衛士等11款存在為網絡彈窗問題的軟件。

## 基本功能
- 电脑体检：提供电脑的各项安全检查或电脑的故障修复。
- 查杀修复：找出电脑中疑似木马的程序，提供360云查杀引擎、360启发式引擎、QEX脚本查杀引擎、QVM Ⅱ人工智能引擎、Avira本地引擎、BitDefender本地引擎。
- 常规修复、漏洞修复：检查电脑和其浏览器组1年的漏洞。
- 电脑清理：提供垃圾、痕迹、注册表、插件、软件、Cookies六项清理。
- 优化加速：检查系统是否需要优化，增加电脑速度。提供开机加速、系统加速、网络加速、硬盘加速功能。

## 组件

### 360软件管家
360软件管家是奇虎360公司推出的软件管理器，是360安全卫士的组件之一，功能包括：软件宝库、软件升级（自动检测电脑上可升级的软件）、软件卸载（对电脑上的软件进行卸载）、一键装机、DNA净化技术等。

### 360人工服务
360人工服务是奇虎360公司推出的电脑修复服务，是360安全卫士的组件之一，可通过检索电脑问题选择指定方式修复或联系360专家进行修复。

## 其他版本

### 360安全卫士XP专版
2014年2月28日，推出360安全卫士XP专版，本产品可以继续修补XP系统漏洞，确保Windows XP用户安全使用电脑，並和微软中国官方合作。
奇虎360公司表示，“补天引擎”能够进一步加快360公司对XP系统漏洞补丁的制作和发布速度。
360安全卫士XP专版提供系统加固引擎、补天引擎、程序加固引擎、关键程序隔离引擎等服务。

### Win7盾甲
2020年1月14日，微软正式宣告Windows 7系统停止安全服务。在微软停止对Win7系统的更新之时，360推出Win7盾甲，保护Win7系统安全。
Win7盾甲提供系统核心加固、微补丁漏洞免疫、关键程序防护和防护日志等功能，针对Win7停服提供保护功能。

## 歷代版本
|      | 代表意義 |
| ---- | -------- |
| 紅色 | 舊版     |
| 綠色 | 目前版本 |
| 藍色 | 測試版本 |

| 版號                  | 發佈日期       | 更新功能 |
| --------------------- | -------------- | --- |
| 8.0.0.2001（正式版）  | 2011年5月26日  | 优化提速、查杀木马；增强对第三方软件“染毒”文件的修复能力，实时监控资源占用更低；网购保镖：全面防杀各类新型网银木马。                                                                           |
| 8.1.0.2001（正式版）  | 2011年8月3日   | 新增QVM和小红伞引擎，多引擎查杀能力，新增隔离沙箱，更新“流量防火墙”等。 |
| 8.2.0.2001（正式版）  | 2011年9月8日   | 新增360健康精灵，新增防蹭网，主界面增加“优化加速”按钮等。 |
| 8.3.0.2001（正式版）  | 2011年11月20日 | 更新木马防火墙，增加下载保镖，更新细节改进等。 |
| 8.5.0.2001（正式版）  | 2011年12月30日 | 全新木马云查杀3.0，新一代DragonForce查杀引擎，对抗顽固木马，增加扫描后自动关机功能等。 |
| 8.6.0.2002（正式版）  | 2012年4月13日  | 新增个人中心经验值系统，更新木马防火墙3.0；360云查杀增加對电脑分析APK，查杀手机恶意程序；增加360保镖等。                                                                                       |
| 8.7.0.2002（正式版）  | 2012年7月26日  | 新增可自定义小工具、U盘保镖、安全通知、下载限速等。 |
| 8.8.0.2001（正式版）  | 2012年10月31日 | 更新摄像头防护2.0、局域网防护全面支持Windows 8等。 |
| 8.9.0.2002（正式版）  | 2012年12月27日 | 全新沙箱实现箱内断网、文件分类自动清理，U盘鉴定器采用“菱式闪电”鉴定引擎、新版痕迹清理，新增清理USB设备的使用痕迹。                                                                             |
| 9.0.0.2002（正式版）  | 2013年1月31日  | 全新界面健康绿，全新的安装界面、分段式体检：体检项目分段进行，详细展现每一个阶段的状态等。 |
| 9.1.0.2002（正式版）  | 2013年5月2日   | 新增“清理Cookie”标签、电脑专家、电脑门诊合二为一、新增360问答等。 |
| 9.2.0.2002（正式版）  | 2013年8月31日  | 软件清理增加“一键清理”、改进加速球、增加“连我WiFi”、新增双击Ctrl键进行快捷搜索等。 |
| 9.3.0.2002（正式版）  | 2013年12月10日 | 安全防护中心：木马防火墙、网盾及安全保镖合三为一，21层防护拦截点全面强化、360开机小助手全面改版等。                                                                                            |
| 9.6.0.2003（正式版）  | 2014年8月29日  | 新增360 XP盾甲；电脑清理更新；定制功能。 |
| 9.7.0.1006（正式版）  | 2014年10月24日 | 升级360人工服务、360系统重装大师5.0修正、电脑清理改版，增加动画效果。 |
| 10.0（正式版）        | 2015年1月19日  | 全新设计的简洁界面、提供上百款皮肤、新增加速球扩展等。 |
| 10.1.0.2002（正式版） | 2015年6月11日  | 全新设计的简洁界面、提示功能合并、换肤功能、支持Windows 10等。 |
| 10.2.0.2001（正式版） | 2016年3月1日   | 提供Windows 10升级助手、新增的微信清理等。 |
| 10.3（正式版）        | 2016年8月15日  | 全面支持高DPI、界面优化等。（领航版） |
| 11.0（正式版）        | 2016年9月28日  | 界面扁平化，兼容平板电脑，便于触控；优化功能导航切换；功能大全新增功能分类。 |
| 11.1（正式版）        | 2017年1月18日  | 新增“诈骗查询”功能等。 |
| 11.2（正式版）        | 2017年3月29日  | 优化交互体验；优化加速球界面，提升切换速度；新增桌面助手功能；增加垃圾清理缓存机制、优化多线程扫描、提升大文件清理逻辑，提升清理速度。                                                         |
| 11.4（正式版）        | 2018年5月23日  | 优化加速支持在启动项上右键卸载Windows 10的UWP应用；网盾支持更多Windows 10版本下的全方位电脑保护；软件管家新增“软件净化”功能；个人中心支持微信QQ账号登录。                                      |
| 11.5（正式版）        | 2018年8月27日  | 漏洞修复新增“关机修复”功能；新增一键上网；软件管家新增智能推荐功能。 |
| 11.6（正式版）        | 2018年11月16日 | 文件解密改名360解密大师；新增360安全大脑智能修复功能；电脑清理推出残留清理功能；权限管理新增智能检测、禁止软件恶意行为功能。                                                                   |
| 12.0（正式版）        | 2018年12月4日  | 界面扁平化；防护体系整合升级；风险感知智能升级；加速球接入智能算法体系。 |
| 12.1（正式版）        | 2019年6月20日  | 360安全大脑智能识别攻击场景，提升木马查杀等功能的检测和处理能力；加速球正式升级为“小贝”，集“智能对话”“电脑加速”“安全防护” 为一体；新增健康助手，定时休息过滤蓝光，保护用眼健康；增强清理能力。 |
| 13.0（测试版）        | 2020年12月1日  | 安装、体检、查杀提速；优化界面及动画；优化功能大全小工具。 |
| 来源：                |                | |